# Jan Naber
Jan Naber (Hoogeveen, 1923 – Orvelte, 29 juli 1957) was een Nederlandse verzetsstrijder tijdens de Tweede Wereldoorlog.

## Verzetswerk
Naber (verzetsnaam "Nico") kwam uit Hoogeveen en was lid van de in 1943 opgerichte verzetsgroep van Jan Gunnink (verzetsnaam "Ome Hein"). Dit was de latere KP-Meppel, met leden als Fokke Jagersma, Albert Rozeman ("Victor"), Gerrit de Boer, Henk Potman en de drie zonen van Gunnink, Klaas, Hendrik en Gerrit.
Samen met Rozeman vormde hij de zogenaamde NV (Nico, Victor). Hun verzetsnamen kozen ze omdat Victor in het Latijn overwinnaar betekent en de naam Nico komt van het Griekse Nikè, wat overwinning betekent. De NV was een begrip in het verzet. Ze werkten met zijn tweeën aan acties, of sloten ze zich aan bij andere knokploegen. Zo werkten ze in 1943 samen met Johannes Post. Naber was verloofd met Jannie Raak, die als koerierster werkte in het verzet. Haar broer was Henk Raak, die onderduikers hielp om aan adressen te komen.
Op 17 november 1944 pleegden Naber, Rozeman en Henk Raak om vijf uur in de ochtend een overval op het hoofdpostkantoor in de Hoofdstraat van Hoogeveen. Hierbij werden 13.000 distributiekaarten buitgemaakt, waarmee onderduikers van eten konden worden voorzien.

## Overlijden
Naber en zijn echtgenote Jannie Raak kwamen op 29 juli 1957 om het leven door een verkeersongeval in de buurt van Orvelte. Naber was op slag dood, Raak overleed in een ziekenhuis in Assen. De twee kinderen van het echtpaar overleefden het ongeluk.